# Ŵ
Der Buchstabe Ŵ (kleingeschrieben ŵ) ist ein Buchstabe des lateinischen Schriftsystems, bestehend aus einem W mit Zirkumflex. 
In der walisischen Sprache stellt er den langen Vokal [uː] dar. 
Das Ŵ wird auch in einigen Bantusprachen verwendet, insbes. Nsenga für den labiodentalen Approximant  [ʋ]. Im Chichewa wurde er früher für den bilabialen Frikativ [β] eingesetzt, z. B. im Staatsnamen Malaŵi. Heute wird das [β] jedoch meist durch [w] ersetzt und wird dann häufig mit bloßem W geschrieben.

## Darstellung auf dem Computer

### ISO 8859
In ISO 8859-14 ist der Buchstabe an den folgenden Stellen positioniert:
- Großbuchstabe Ŵ: 0xD0
- Kleinbuchstabe ŵ: 0xF0

### Unicode
In Unicode steht das Ŵ an den folgenden Stellen:
- Großbuchstabe Ŵ: U+0174
- Kleinbuchstabe ŵ: U+0175

Möglich ist auch eine zusammengesetzte Schreibung aus Ww mit dem Diakritikon U+0302.